# 광성드림학교
광성드림학교는「학교법인 광성학원 (거룩한빛광성교회)」에서 설립하여 초등 및 중등, 고등과정을 운영하고 있는 교육부 인가 학력인정 기독교 대안학교이다.

## 연혁
- 2006년 3월  광성드림초등학교 개교
- 2007년 3월  "광성드림학교" 개명
- 2008년 5월  신축건물 입주
- 2009년 3월  중등과정 개교
- 2014년 2월  경기도교육청 설립인가
- 2018년 9월  증축 공사 착공
- 2019년 1월  증축 공사 완공 (신관)
- 2019년 2월  증축관 (신관) 입주
- 2020년 1월  광성드림학교 고등과정 경기도교육청 설립인가
- 외부 링크

## 웹사이트
- 광성드림학교 홈페이지